# Egoreni
Egoreni è un comune della Moldavia situato nel distretto di Soroca di 1.078 abitanti al censimento del 2004